# أمين أغاييف
أمين أغاييف (بالأذرية: Emin Ağayev)‏ (بالروسية: Агаев, Эмин Рафаэль оглы)‏ هو لاعب كرة قدم ومدرب كرة قدم روسي وأذربيجاني في مركز الدفاع، ولد في 10 أغسطس 1973 في باكو في أذربيجان. شارك مع منتخب أذربيجان لكرة القدم. أما مع النوادي، فقد لعب مع أنجي محج قلعة وإف سي موسكو وبالتيكا كالينينغراد ودينامو بريانسك ونادي باكو ونادي خيمكي ونادي نيفتشي باكو.

## وصلات خارجية
- أمين أغاييف على موقع الاتحاد الدولي (مؤرشف)  (الإنجليزية)
- أمين أغاييف على موقع الاتحاد الأوربي (الإنجليزية)
- أمين أغاييف على موقع قاعدة بيانات كرة القدم.إي يو (الإنجليزية)
- أمين أغاييف على موقع ناشيونال فوتبول تيمز (الإنجليزية)
- أمين أغاييف على موقع Soccerway.com (الإنجليزية)
- أمين أغاييف على موقع عالم كرة القدم.نت (الإنجليزية)